# خليج بنين
خليج بنين (بالفرنسية: Golfe du Bénin)‏ هو خليج يقع في منطقة خليج غينيا على ساحل غرب أفريقيا، ويستمد إسمه من مملكة بنين التاريخية. يصب نهر النيجر في خليج بنين، وكذلك يصل خليج بنين إلى 4 دول.